# Gyöngyöspata
Gyöngyöspata è un comune dell'Ungheria di 2.775 abitanti (dati 2001). È situato nella contea di Heves.